# Lotte Card
Lotte Card Co, Ltd. là một công ty thẻ tín dụng Hàn Quốc. Trụ sở chính đặt tại Seoul, Lotte Card có quan hệ đối tác với Lotte Capital, và cả hai công ty đều thuộc Tập đoàn Lotte. Lotte Card được thành lập vào tháng 12 năm 2002 như một công ty kỹ thuật và kinh doanh được cấp phép bởi American Express và Lotte Department Store.

## Liên kết
- Website chính thức